# Anna Mary Howitt

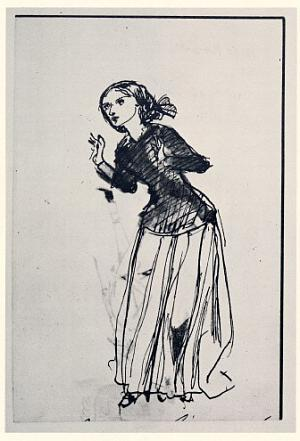
Anna Mary Howitt, Kohlezeichnung von Dante Gabriel Rossetti, ca. 1853

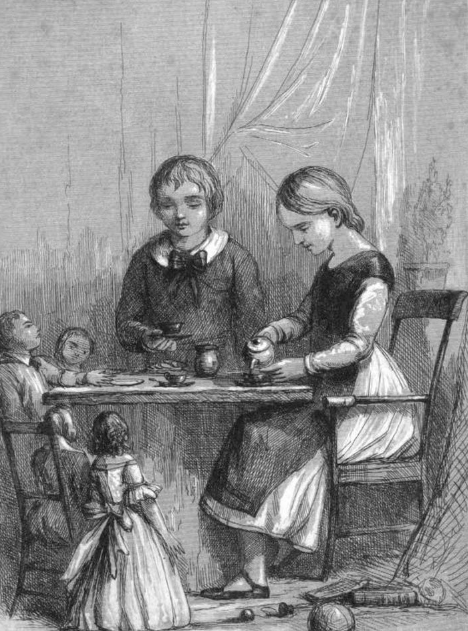
Illustration für ein Buch ihrer Mutter Mary Botham Howitt, The Children′s Year, 1847

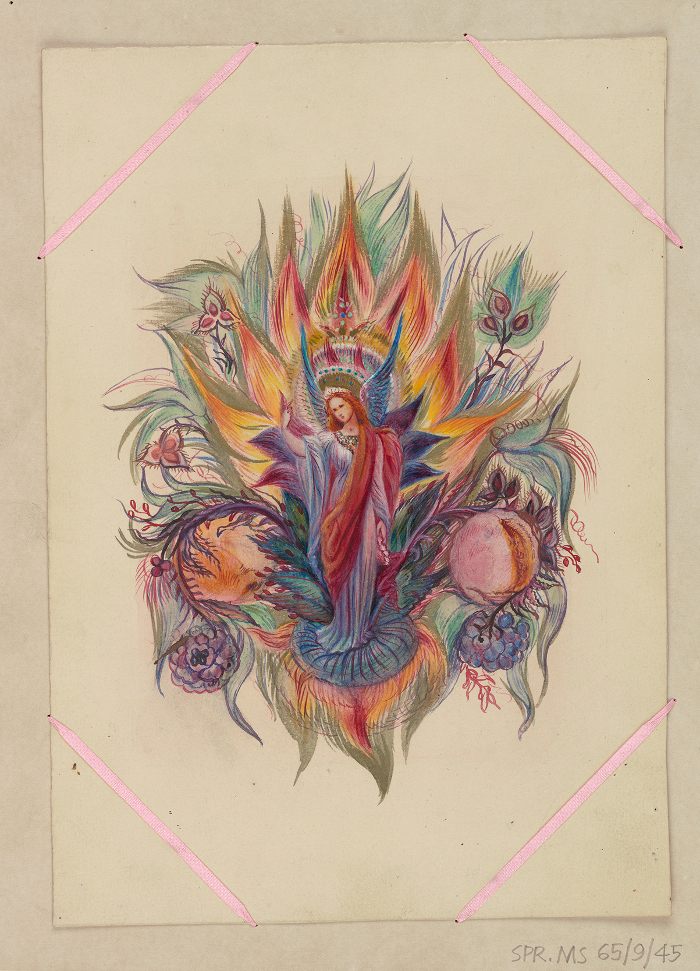
Spiritistische Zeichnung, ca. 1858

Anna Mary Howitt, verheiratete Anna Mary Watts (* 15. Januar 1824 in Nottingham, England; † 23. Juli 1884 in Dietenheim, Südtirol) war eine britische präraffaelitische Malerin, Schriftstellerin und Spiritistin. Sie war eine Pionierin des Zeichnens und beschäftigte sich mit „automatischem“ oder „inspiriertem“ Zeichnen.

## Leben
Anna Mary Howitt wurde als ältestes überlebendes Kind der Quäker-Schriftsteller und Verleger William Howitt (1792–1879) und Mary Botham Howitt (1799–1888) in Nottingham geboren, verbrachte aber einen Großteil ihrer Kindheit in Esher, Surrey. Als Howitt ein Teenager war, zog die Familie nach Heidelberg, da sie der Meinung war, dass Deutschland bessere Bildungsmöglichkeiten bot. Howitt zeigte schon früh Talent und trat 1846 in die Henry Sass′ Art Academy in London ein, wo zu ihren Zeitgenossen William Holman Hunt, Dante Gabriel Rossetti, Eliza Bridell Fox und Thomas Woolner gehörten. 1847 illustrierte sie das Buch The Children's Year ihrer Mutter.
Im Jahr 1850 begleitete Howitt ihre Künstlerkollegin Jane Benham Hay nach München, wo sie bei Wilhelm von Kaulbach studierte. Sie begann, Artikel über die Stadt zu veröffentlichen, die später in An Art-Student in Munich (1853) zusammengefasst wurden und als Fortsetzungsgeschichten mit ihren eigenen Illustrationen im Illustrated Magazine of Art (1853–1854) erschienen.  Die farbige Darstellung des täglichen Lebens in München sowie vieler Ereignisse wie Oktoberfest, Passionsspiele in Oberammergau, die Einweihung der Bavaria usw., welche die Autorin persönlich miterlebt hatte, geben einen Einblick in das Leben in München von 1850 bis 1852. Die New York Times schrieb (11. Mai 1854): „Alles, was München ausmacht – seine Museen, Galerien, Feste und Kunstwerke – oder das deutsche Leben, ob in hohem oder niedrigem Maße, und noch mehr die Kultivierung der Künstlerin, wird auf diesen Seiten mit einem schönen Ernst und einer naiven Einfachheit erzählt, die eine magische Wirkung auf den Leser haben. Es ist eines jener sonnigen Werke, die im Gedächtnis des Lesers eine leuchtende Spur hinterlassen.“
Howitt wurde Teil einer Gruppe jüngerer, feministischer Frauen ihres Alters, die im Lesesaal des von Barbara Leigh Smith gegründeten  English Woman’s Journal am Langham Place trafen. Sie und Leigh Smith schlossen sich den Präraffaeliten um Rossetti an. Howitt gab ihr Ausstellungsdebüt in der National Institution of Fine Arts gab 1854 mit einem von Goethes Faust inspirierten Gemälde. Ihr nächstes Gemälde The Castaway (in der Royal Academy, 1855) ist ungewöhnlich, da es eine Frau zeigt, die in die Prostitution abgetaucht ist. 1856 half sie Leigh Smith bei der Sammlung von Unterschriften für eine Petition, die zum Married Women’s Property Act 1870 führen sollte. In Familienberichten wird berichtet, dass sie über die Kritik von John Ruskin an ihrem ehrgeizigen Gemälde Boadicea, für das Leigh Smith Modell gestanden hatte, verärgert war, das auch von der Royal Academy abgelehnt wurde. Dies mag dazu beigetragen haben, dass sie sich aus der professionellen Kunstwelt zurückzog, aber ihr eigener Bericht, der unter einem Pseudonym in Camilla Dufour Croslands Light in the Valley: My Experiences of Spiritualism (1857) veröffentlicht wurde, deutet auf eine Erkrankung hin. Nur 1858 beteiligt sie sich noch einmal mit From a Window an einer Ausstellung der Society of Female Artists.
1859 heiratete Howitt einen Jugendfreund und Spiritisten, Alaric Alfred Watts. Das Paar zog später nach Chelsea, nur wenig entfernt von Dante Gabriel Rossetti. Howitt veröffentlichte weiterhin regelmäßig, meist in der spiritistischen Presse. Mit ihrem Ehemann war sie Mitautorin von Aurora: a Volume of Verse (1884). Ihr Buch Pioneers of the Spiritual Reformation (1883) enthielt biografische Skizzen des deutschen Dichters Justinus Kerner und ihres Vaters William Howitt. Sie stand ihrem Bruder Alfred William Howitt nahe, der nach Australien ausgewandert war, wo er als Forscher und Anthropologe Pionierarbeit leistete. Als seine De-facto-Vertretung in England besorgte sie für ihn Ausrüstung, überprüfte Texte und pflegte akademische Kontakte.
Der Verbleib ihrer überlebenden Ölgemälde ist unbekannt, aber eine große Anzahl von Howitts „automatischen“, „spiritistischen“ Zeichnungen – Bilder, die ohne ihre bewusste Kontrolle entstanden – findet sich in den Archiven der Society for Psychical Research in der Cambridge University Library und des College of Psychic Studies in London. Howitt inspirierte die Malerin und Spiritistin Georgiana Houghton. Mit dem öffentlichen Interesse an spiritistischer Kunst und Künstlerinnen wie Emma Kunz und Hilma af Klint erhalten auch Howitts Zeichnungen größere wissenschaftliche Aufmerksamkeit. Ein vorher als Selbstporträt katalogisiertes Ölgemälde des Künstlers John Banvard konnte 1987 Howitt zugeschrieben werden.
Anna Mary Watts starb 1884 in Dietenheim, während eines Besuchs bei ihrer Mutter in Südtirol, an Diphtherie und wurde auf dem dortigen katholischen Friedhof begraben.

## Werke (Auswahl)
- Mary Botham Howitt und Anna Mary Howitt: The Children′s Year. Longman, Brown, Green, and Longmans, London 1847 (archive.org).
- An Art Student in Munich. Longman, Brown, Green, and Longmans, London 1853 (hathitrust.org).
  - Deutsche Ausgabe:  Herrliche Kunststadt München. Briefe einer englischen Kunststudentin 1850-1852. Hrsg.: Cornelia Oelwein. Verl.-Anst. Bayerland, Dachau 2002, ISBN 978-3-89251-322-3.
- The pioneers of the spiritual reformation. Life and works of Dr. Justinus Kerner (adapted from the German.) William Howitt and his work for spiritualism. Biographical sketches. Psychological Press Association : E.W. Allen, London 1883 (archive.org).